# Église Saint-Jean-Baptiste de Caylus
L'église Saint-Jean-Baptiste de Caylus est une église catholique située à Caylus, en France. À l'intérieur se trouve un Christ taillé dans un tronc d'ormeau par Ossip Zadkine.

## Localisation
L'église est située dans le département français de Tarn-et-Garonne, sur la commune de Caylus.

## Historique
L'édifice est classé au titre des monuments historiques en 1910.
Plusieurs objets sont référencés dans la base Palissy.